# Borneodickkopf
Der Borneodickkopf (Pachycephala hypoxantha) ist eine Vogelart aus der Familie der Dickköpfe (Pachycephalidae). Neben der Nominatform Pachycephala hypoxantha hypoxantha aus dem nördlichen und zentralen Borneo existiert die Unterart Pachycephala hypoxantha sarawacensis aus dem westlichen Sarawak.

## Merkmale
Der Borneodickkopf erreicht eine Größe von 16 Zentimetern. Beim Männchen der Nominatform sind der Scheitel und die Oberseite stumpf oliv-gelb. Die Stirn ist etwas leuchtender gefärbt. Der Bürzel hat einen leuchtend gelben Anflug. Die Oberschwanzdecken sind gelblich-grün. Die Zügel sind dunkelgrau. Die Gesichtsseiten und die Ohrdecken sind olivgelb. Die dunklen Schwungfedern sind an den Außenfahnen gelblich-grau gesäumt. Die Handschwingen sind zum Ende hin aschgrau gefärbt. Die dunklen Oberflügeldecken haben ein grünlichen Rand. Der Schwanz ist schwarz. Die Steuerfedern sind oliv-grün gesäumt. Kinn, Kehle und die Unterseite sind leuchtend gelb. Die untere Kehle und die Flanken sind stumpf oliv verwaschen. Die Oberschenkel und die Unterschwanzdecken sind gelblich. Die Iris ist dunkelbraun, der Schnabel ist schwarz. Beim Weibchen sind Kehle und Brust stärker oliv gefärbt als beim Männchen. Die Jungvögel sind fast vollständig rötlich-braun mit einem gelblichen Schimmer an der Unterseite. Die Rasse Pachycephala hypoxantha sarawacensis zeigt eine mehr einfarbig gelbliche Unterseite mit einer stärker reduzierten grünlichen Verwaschung, insbesondere an der Brust. Der Ruf wird mit einem lauten, peitschenknall-ähnlichen Ton beendet.

## Lebensraum
Der Borneodickkopf bewohnt Bergregenwälder zwischen 900 und 2.000 m. Am Mount Kinabulu kommt er in Höhen bis 2.600 m vor.

## Lebensweise
Der Borneodickkopf ernährt sich hauptsächlich von Insekten und gelegentlich von Samen. Er geht in den Kronen von kleinen Bäumen oder in den unteren Bereichen von hohen Bäumen auf Nahrungssuche. Gerade flügge gewordene Vögel wurden im Juni und frühen November beobachtet. Weitere Information über sein Fortpflanzungsverhalten sind nicht bekannt. Borneodickköpfe sind standorttreu.

## Bestand und Gefährdung
Die IUCN stuft den Borneodickkopf als nicht gefährdet (least concern) ein. Er ist in seinem begrenzten Verbreitungsgebiet weit verbreitet. Am zahlreichsten ist er in den höheren Regionen des Mount Kinabulu Nationalpark zu beobachten.

## Weblink
- Pachycephala hypoxantha in der Roten Liste gefährdeter Arten der IUCN 2013.2. Eingestellt von: BirdLife International, 2012. Abgerufen am 6. Februar  2014.